# Gumnišče
Gumnišče – wieś w Słowenii, w gminie Škofljica. W 2018 roku liczyła 226 mieszkańców.